# MGP 2003
MGP 2003 var det fjerde årlige MGP for håbefulde sangere i alderen 8 til 15 år. Værterne for MGP 2003 var Camilla Ottesen og Gordon Kennedy. Vinderen skulle senere repræsentere Danmark ved den første udgave af Junior Eurovision Song Contest.

## Baggrund
Efter succesen med den indledende MGP Nordic-konkurrence i april 2002, opfangede European Broadcasting Union ideen til en sangkonkurrence med børn i alderen 8 til 15 år i hele Europa og åbnede konkurrencen for alle sine medlems-tv-selskaber, hvilket gjorde det til en paneuropæisk begivenhed. Alle tre lande fra MPG Nordic, inklusive Danmark, meldte sig til Junior Eurovision sammen med 13 andre lande på tværs af kontinentet.

## Deltagere
| Nr | Deltagere     | Fulde navn                                             | Sang                            | Resultat      |
| -- | ------------- | ------------------------------------------------------ | ------------------------------- | ------------- |
| 1  | Julie & Sofie | Julie Ottesen, Sofie Vind Andersen                     | "Vi er venner"                  | Superfinalist |
| 2  | Eby           | Elbret Betsayyad                                       | "Jeg er den jeg er"             | Ude           |
| 3  | B-Boys        | Kaave Pour, Mathias Saabye, Sebastian Aagaard-Williams | "Vi gi'r den op"                | Superfinalist |
| 4  | Linette       | Linette Damsted                                        | "Den eneste ene"                | Ude           |
| 5  | Tue           | Tue Johansson                                          | "Ta' mig som jeg er"            | Superfinalist |
| 6  | Shout         | Ida Holm Christensen, Stine Wojcik                     | "Jeg tror det kaldes kærlighed" | Superfinalist |
| 7  | Alexander     | Alexander Silveira                                     | "Super sød sag"                 | Ude           |
| 8  | Nanna         | Nanna Jenner Jensen                                    | "Er der nogen der ved"          | Ude           |
| 9  | SAMI          | Sara Andersen                                          | "Hvad hvis nu"                  | Ude           |
| 10 | Anne          | Anne Gadegaard                                         | "Arabiens Drøm"                 | Superfinalist |

### Superfinale
| Nr | Deltagere     | Sang                            | Regioner | Regioner | Regioner | Regioner      | Regioner       | I alt | Placering |
| Nr | Deltagere     | Sang                            | Jylland  | Fyn      | Sjælland | Storkøbenhavn | Mobiltelefoner | I alt | Placering |
| -- | ------------- | ------------------------------- | -------- | -------- | -------- | ------------- | -------------- | ----- | --------- |
| 1  | Julie & Sofie | "Vi er venner"                  | 4        | 4        | 4        | 4             | 4              | 20    | 5         |
| 2  | B-Boys        | "Vi gi'r den op"                | 8        | 10       | 8        | 10            | 8              | 44    | 3         |
| 3  | Tue           | "Ta' mig som jeg er"            | 6        | 6        | 6        | 6             | 6              | 30    | 4         |
| 4  | Shout         | "Jeg tror det kaldes kærlighed" | 10       | 8        | 10       | 8             | 10             | 46    | 2         |
| 5  | Anne          | "Arabiens Drøm"                 | 12       | 12       | 12       | 12            | 12             | 60    | 1         |

| Musik | Spire Denne musikartikel er en spire som bør udbygges. Du er velkommen til at hjælpe Wikipedia ved at udvide den. |